# Diagrama de Bode
Um diagrama de Bode (/ˈboʊdi/) é utilizado na engenharia elétrica e na teoria de controle para a representação da resposta em frequência de um circuito elétrico. Em geral é a combinação de um diagrama de magnitude (em decibéis) que expressa o ganho modular obtido pelo circuito a uma determinada frequência, com um respectivo diagrama de fase que representa o ganho fasorial, também em função da frequência.
Como originalmente concebido por Hendrik Wade Bode em meados de 1930, o diagrama é uma aproximação assintótica da resposta em frequência do circuito.

## Método de análise
Para a constituição de um diagrama de Bode é necessário obter o ganho em fase e módulo da variável em questão em função de sua entrada, logo, utiliza-se da Transformada de Fourier para obter-se os mesmos. Quando se aplica a Transformada de Fourier em um circuito com componentes passivos diferenciais, é possível avaliá-los como impedâncias, o que providencia uma análise do ganho modular e fasorial.
{\displaystyle V_{C}(t)={1 \over C}\int ic(t)dt}      , {\displaystyle {\mathcal {F}}\{V_{C}(t)\}\ =-j{1 \over \omega C}{\mathcal {F}}\{i_{C}(t)\}\ }       ,{\displaystyle Z_{C}={{\mathcal {F}}\{V_{C}(t)\}\  \over {\mathcal {F}}\{i_{C}(t)\}}=-j{1 \over \omega C}}
{\displaystyle V_{L}=L{\operatorname {d} \!i_{L}(t) \over \operatorname {d} \!t}}                   ,{\displaystyle {\mathcal {F}}\{V_{L}(t)\}\ =j\omega L{\mathcal {F}}\{i_{L}(t)\}\ }             ,{\displaystyle Z_{L}={{\mathcal {F}}\{V_{L}(t)\}\  \over {\mathcal {F}}\{i_{L}(t)\}}=j\omega L}
Após a obtenção do ganho relativo ao sistema, deve-se montar um diagrama de polos e zeros para uma análise concreta do circuito em questão. O diagrama de polos e zeros é criado utilizando fasores que ligam os polos e zeros na frequência desejada {\displaystyle j\omega }, de forma a obter o ganho em determinada frequência, sendo o módulo o tamanho do fasor e a fase o ângulo que o fasor faz com o eixo dos números reais.
Adquirido o diagrama de polos e zeros produz-se o diagrama de bode analisando os intervalos entre tanto os polos quanto os zeros. Entre cada um desses intervalos considera-se que a frequência {\displaystyle j\omega } é muito maior que a menor frequência do intervalo e muito menor que a maior frequência do intervalo.
{\displaystyle \omega \epsilon [\omega _{1},\omega _{2}],\omega \gg \omega _{1},\omega \ll \omega _{2}}
Dessa forma, o diagrama de bode aproxima com maior precisão na metade do intervalo, enquanto o maior erro está presente nos limites do intervalo por uma das considerações ser falsa.
Logo, obtidas essas relações de ganho aproximadas e utilizando o logaritmo para fins de visualização em decibéis, traça-se o diagrama de bode separando-se essas relações em ganhos modulares e fasoriais. As representações usualmente utilizam a unidade de dB/deca ou dB/oit para caracterizar o decaimento ou crescimento da função em um determinado intervalo após passados uma "década" (frequência uma década vez maior ou menor) ou "oitava" frequência uma oitava vez maior ou menor) .